# Couder (cráter)
Couder es un pequeño cráter de impacto que se encuentra justo detrás de la extremidad occidental de la Luna, en una zona de la superficie que se pone a la vista durante libraciones favorables. Se encuentra en las faldas interiores de los Montes Cordillera, una cadena de montañas en forma de anillo que rodea la cuenca de impacto del Mare Orientale.
Esta región carece relativamente de grandes cráteres. El más cercano es Schlüter, situado hacia el este. Un poco más al sur de Couder aparece el cráter Maunder en el borde del mar lunar. Couder fue designado Maunder Z antes de ser renombrado por la UAI.
|  |

Se trata de un cráter en forma de cuenco, con un borde afilado y una plataforma interior que ocupa aproximadamente la mitad de su diámetro. Couder es ligeramente más largo en su eje noroeste, donde la pared interior tiene también su parte más ancha, constituyendo una formación notable.